# 高速戰艦

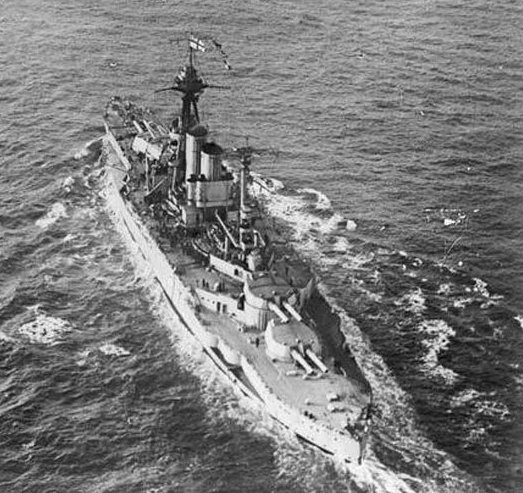
英國皇家海軍的伊莉莎白女王號戰艦是無畏艦時代的第一款高速戰艦。

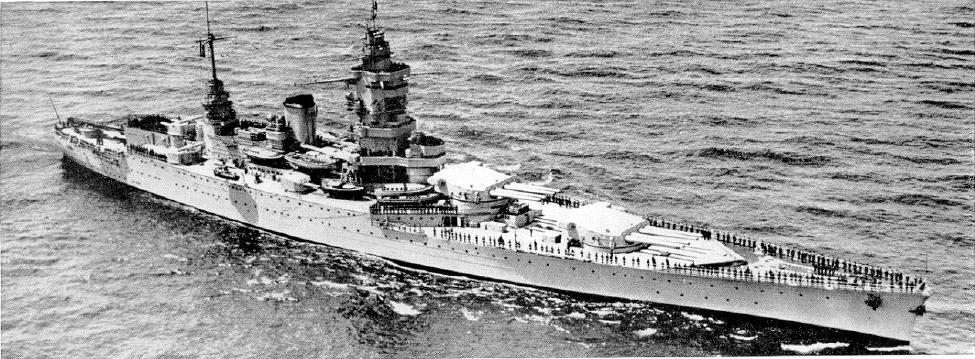
法國海軍的敦克爾克號戰艦是一種高速戰艦。

高速戰艦是一種在設計上以不減損裝甲防護或火力武裝為前提盡可能提高航行速度的戰艦類型。多數第一次世界大戰前期的無畏型戰艦的設計航速均相當低，因此「高速戰艦」這個詞彙即是用以形容以提高航速為主要目標的戰艦設計。除參與普通的戰列線作戰外，高速戰艦更可借重其優越的航行速度執行更多多樣化的任務。
高速戰艦與戰鬥巡洋艦的主要區別在於前者配有足夠的火力與裝甲能在持續性戰鬥中與敵軍戰艦進行長時間的交火對射，而後者的設計理念則係犧牲裝甲防護以追求卓越的航速，故缺乏與戰艦長期駁火的能力。在不損及戰鬥效能或裝甲防護的前提下提高航速是高速戰艦在設計上最主要的挑戰。雖然增加艦體的長寬比 （页面存档备份，存于）是提高航速的最直接方法，但較大的艦身卻也意味著高昂的造價，且可能逾越各項海軍條約對各國海軍艦艇的噸位限制。推進系統的改良與輕量化且高強度裝甲板的問世等新型科技技術均對高速戰艦的發展有實質的助益。
與「戰鬥巡洋艦」這個詞彙不同的是，「高速戰艦」從未為任何國家的海軍採納為正式稱呼；前者則於1911年成為英國皇家海軍的正式用語。伊麗莎白女王級戰艦的四艘同級艦在英國海軍所屬的大艦隊中被統一編入「高速分艦隊」；除此之外，高速艦隊在官方文件上與傳統戰艦並無任何分別，且當時的海軍艦艇名冊或條約亦未將「高速戰艦」視為一獨立的艦種。另外，美國海軍的艦種分類系統亦未為高速戰艦增設新的艦種代碼；在美國海軍的系統中，所有戰艦的分類代碼均為「BB」，不論其航速的快慢。

## 起源

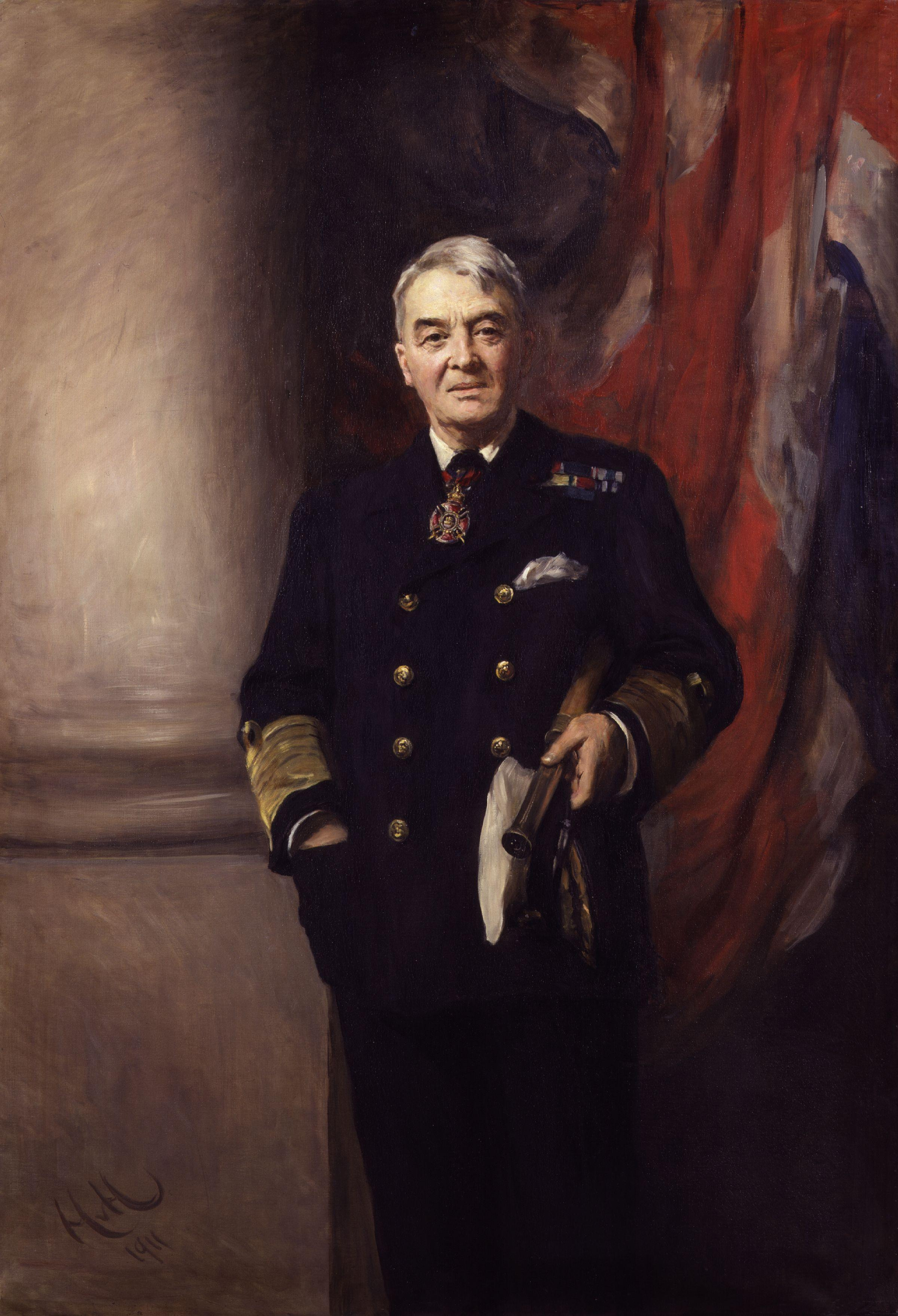
約翰·費舍爾男爵是高速戰艦理論的早期倡議者之一。

自1860年代早期的光榮號鐵甲艦與勇士號鐵甲艦下水起至1911年伊麗莎白女王級戰艦問世為止，各國海軍相繼研製出許多足以重新定義速度的戰艦級別。勇士號鐵甲艦的航速在蒸汽動力推進下為14節（26每小時），使其成為當時速度最快且火力最強大的軍艦。由於艦炮與裝甲重量的不斷增加，勇士號的航速紀錄直至1868年才由君主號戰艦以15節（28每小時）的速度打破。1880年下水的義大利皇家海軍義大利號戰艦採取了較為激進的設計，其最大速度達到18節（33每小時），且配有重型艦炮，但艦身上並無水線裝甲帶；這項速度紀錄直至1895年才由英國皇家海軍所屬的名望號戰艦追上，隨後更於1903年由同為英國海軍所屬的快速號戰艦與勝利號戰艦以20節（37每小時）的速度打破。在這些晚期的前無畏艦設計中，各國海軍刻意提高艦隻的速度以便於遭遇敵軍攻擊時可更有效地閃避炮火。

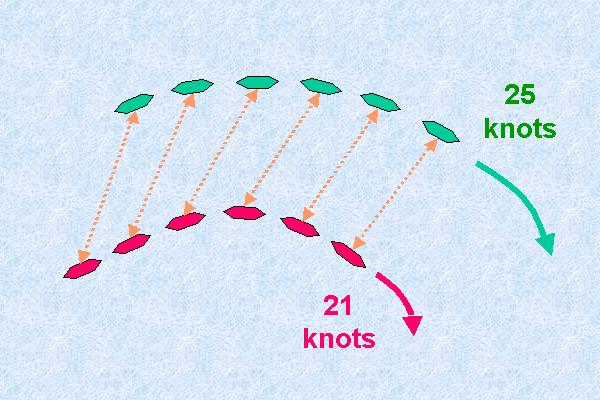
圖示一：速度較快的綠色艦隊欲繞行至速度較慢的紅色艦隊的行進方向前方以實行T字戰法，此時紅色艦隊僅需調整航道方向便可使雙方繼續處於平行對射的相對位置，從而抵銷T字戰法所帶來的火力優勢。

自約1900年起，時任英國皇家海軍地中海艦隊指揮官的約翰·費舍爾男爵便不斷倡議提高皇家海軍戰艦航速的可能性。在費舍爾的不斷敦促下，皇家海軍戰爭學院1902年1月期資深軍官戰爭課程訓練班的學員於是奉命研究一艘配有輕量化裝甲與中型口徑火炮（口徑介於6英吋（152毫米）至10英吋（254毫米）的艦炮）、且其速度較普通戰艦快4節（7每小時）的艦隻是否比傳統戰艦擁有更大的戰術優勢。研究結果認為「在雙方皆意欲交戰的情況下，艦上火力比航行速度更為重要」；雖然速度較快的艦隻將有能力選擇並決定交戰距離，但配備口徑較小的火炮將意味著不論在何種距離上其皆不具備任何火力優勢，因而將遭敵軍輕易擊毀。反對高速戰艦設計者認為在遠距離交戰的情況下，速度較快的一方若為集中火力而實行「T字戰法」，則在過戰術實施過程中速度較慢且處於內圈的一方僅須稍微調整行進方向即可抵消T字戰法的效果，如圖示一所示。美國海軍所屬的海軍事務委員會於1903年至1904年間以兵棋推演的方式得出了類似的結論。
費舍爾爵士對這些研究結果感到不以為然，並繼續敦促海軍提升戰艦的航速。他的意見最終於1906年無畏號戰艦下水時獲得了實現；與其前輩勇士號一樣，無畏號是當時世界上速度最快且火力最為強大的戰艦。

## 早期的無畏艦

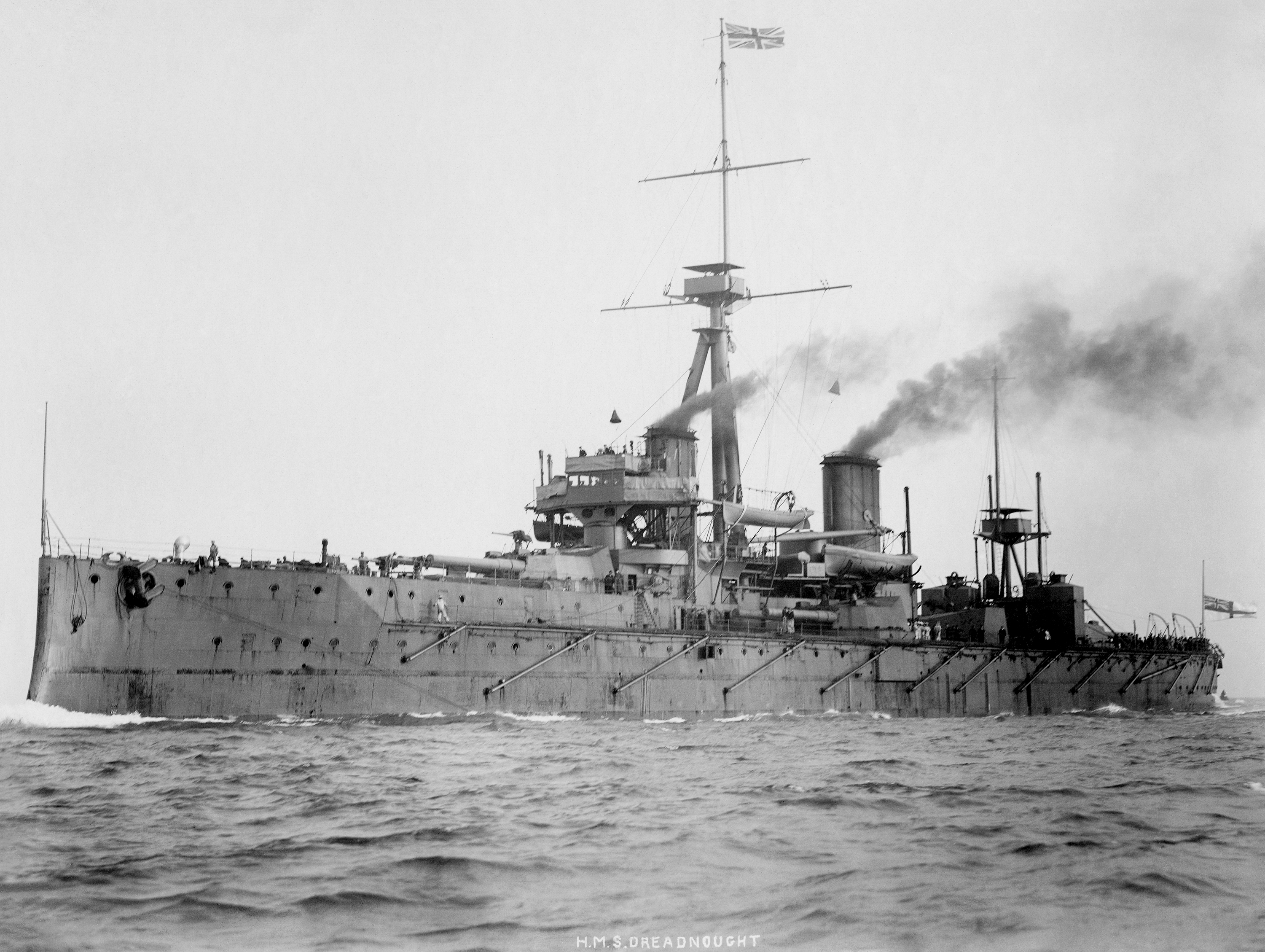
相較於19世紀晚期的戰艦，無畏號戰艦不僅在速度方面獲得顯著的提升，其火力武裝與其他設計亦相當先進，使其自成一種名為「無畏艦」的戰艦類型。

無畏號戰艦是世界上第一種以蒸汽渦輪發動機作為動力來源的大型軍艦，採用了許多特殊設計以盡可能提升速度，其中包括：
- 採用高長寬比的改良式艦體
- 主裝甲帶的裝甲厚度自早期戰艦上的12英寸（305）降低為11英寸（279）
- 主裝甲帶向上延伸至上層甲板處，並取消了傳統設計中的「上層裝甲帶」
- 艏艛（英语：Forecastle）的高度增加以便其在惡劣海象中維持高航速

在無畏號戰艦完工後的十年內，皇家海軍主力艦的速度優勢因敵國海軍相繼研發出自己的「無畏艦」而逐漸遭到削弱。與此同時，英國的費舍爾爵士仍持續對海軍施加壓力，要求其繼續提升戰艦的航速；然而新型戰艦與戰鬥巡洋艦的高昂造價卻使海軍部與1906年上台的自由黨政府內部出現越發激烈的反抗聲浪。因是之故，數項設計優良的戰艦建造案遂遭擱置或取消。
於1905年12月提出、排水量達22,500噸的「X4」型戰艦是眾多流產的設計案中較為知名的一項。該型戰艦在配備與無畏號戰艦相同的裝甲與武裝的條件下可達到25節（46每小時）的最大速度；若完工將是當時速度最快的戰艦。然而，英國人卻認為無畏號戰艦與其他戰鬥巡洋艦為英國帶來的優勢實在太過巨大，因此已無必要再建造尺寸與造價均更為高昂的主力艦。「X4」型戰艦經常被形容為「無畏艦與戰鬥巡洋艦的混合體」，且該型戰艦若確實完工將會使無敵級戰鬥巡洋艦變得過時。
費舍爾爵士的建議於1909年因英國第一款超無畏艦「俄里翁級戰艦」的動工而再度遭到摒棄；當時的海軍部曾考慮過兩種不同的設計方案，其中一種的最大速度為21節（39每小時），另一種則為23節（43每小時），而海軍部委員會最終選擇了速度較慢、造價亦較低廉的方案。費舍爾與其理論支持者在委員會表示：「我們的軍艦不應被對手比下去，任何種類的艦隻皆然」。

## 伊麗莎白女王級戰艦
費舍爾爵士敦促海軍繼續提高戰艦速度的意見直至其於1910年退休時才終於獲得實現。在俄里翁級戰艦所配備的13.5英寸（343）口徑艦炮獲得成功後，海軍部決定為1912年的新型戰艦設計案研製一款新的15英吋艦炮。海軍部原先計畫將新採用與先前的鐵公爵級戰艦相同的設計布局模式，即在艦上搭載五座雙聯裝炮塔，航行速度則定為21節（39每小時）。然而，海軍部稍後意識到若移除中央炮塔，艦上即可騰出空間與重量安裝一具更大的發動機組，同時其火力亦將較鐵公爵級戰艦強大。

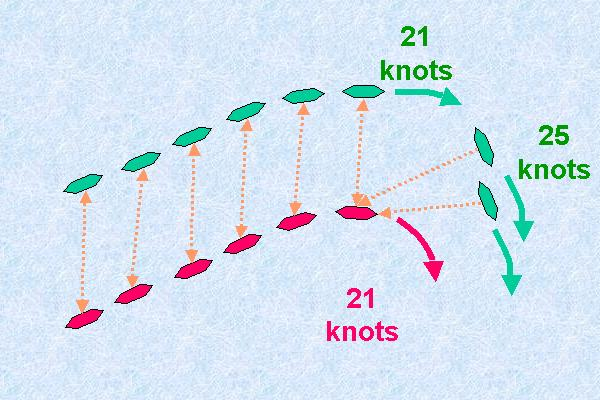
圖示二：在綠色艦隊的傳統戰艦與紅色艦隊對戰的同時，速度較快的高速分艦隊將可有效攔截並包抄紅色艦隊。

雖然皇家海軍戰爭學院早先的研究對高速輕量化艦隊的作戰效能抱持負面態度，但其稍後卻改變觀點，轉而支持速度在25節（46每小時）以上的高速分艦隊與由傳統戰艦組成的重型戰列線一同執行任務；在這樣的編制下，前者將可充分利用其速度的優勢攔截並包抄敵軍艦隊，如圖示二所示。相較於費舍爾爵士提升整個戰鬥艦隊航速的提議，這項方案的優點在於主力艦隊無須犧牲火力換取高速度，且當時皇家海軍中為數眾多的21節（39每小時）速度戰艦亦可重回作戰序列。此前，皇家海軍均認為高速分艦隊的任務職責可由戰鬥巡洋艦充任；當時英軍擁有十艘已完工或已下訂的戰鬥巡洋艦。然而，由戰鬥巡洋艦勝任高速分艦隊任務的假設卻面臨兩個嚴重的問題。第一個問題是德意志帝國海軍的艦隊力量發展相當迅速，皇家海軍的戰鬥巡洋艦可能將為反制德軍水面艦隊而應接不暇。第二個問題則是時任第一海軍大臣的溫斯頓·邱吉爾所形容的狀況：「與敵軍最強大的戰艦相比，我們這些美麗的『貓兒們』的皮膚太薄了。這是一盤不好下的棋...7或9英吋的裝甲對上12或13英吋的裝甲」。
事實上，新型戰艦將是英軍艦隊的所有無畏艦中裝甲最為厚重者。1912年造艦計畫原本預計建造三艘戰艦與一艘戰鬥巡洋艦。然而，由於新型戰艦的高航速已能勝任多數任務，故海軍稍後認為已無必要再造一艘新的戰鬥巡洋艦。最終造艦計畫共建造了五艘新戰艦，並合稱為「伊麗莎白女王級戰艦」；其中，建造五號艦「馬來亞號」所需的費用係由馬來聯邦負擔。作為伊麗莎白女王級戰艦後續造艦計畫的產物，復仇級戰艦同樣裝備了15英寸（381）主炮，但其航速降為21節（39每小時）。後續造艦計畫同樣未包含任何戰鬥巡洋艦；這在一定程度上反映出當時海軍對高速戰艦已在許多面向上能夠取代戰鬥巡洋艦的看法。

## 日德蘭海戰的交戰經驗

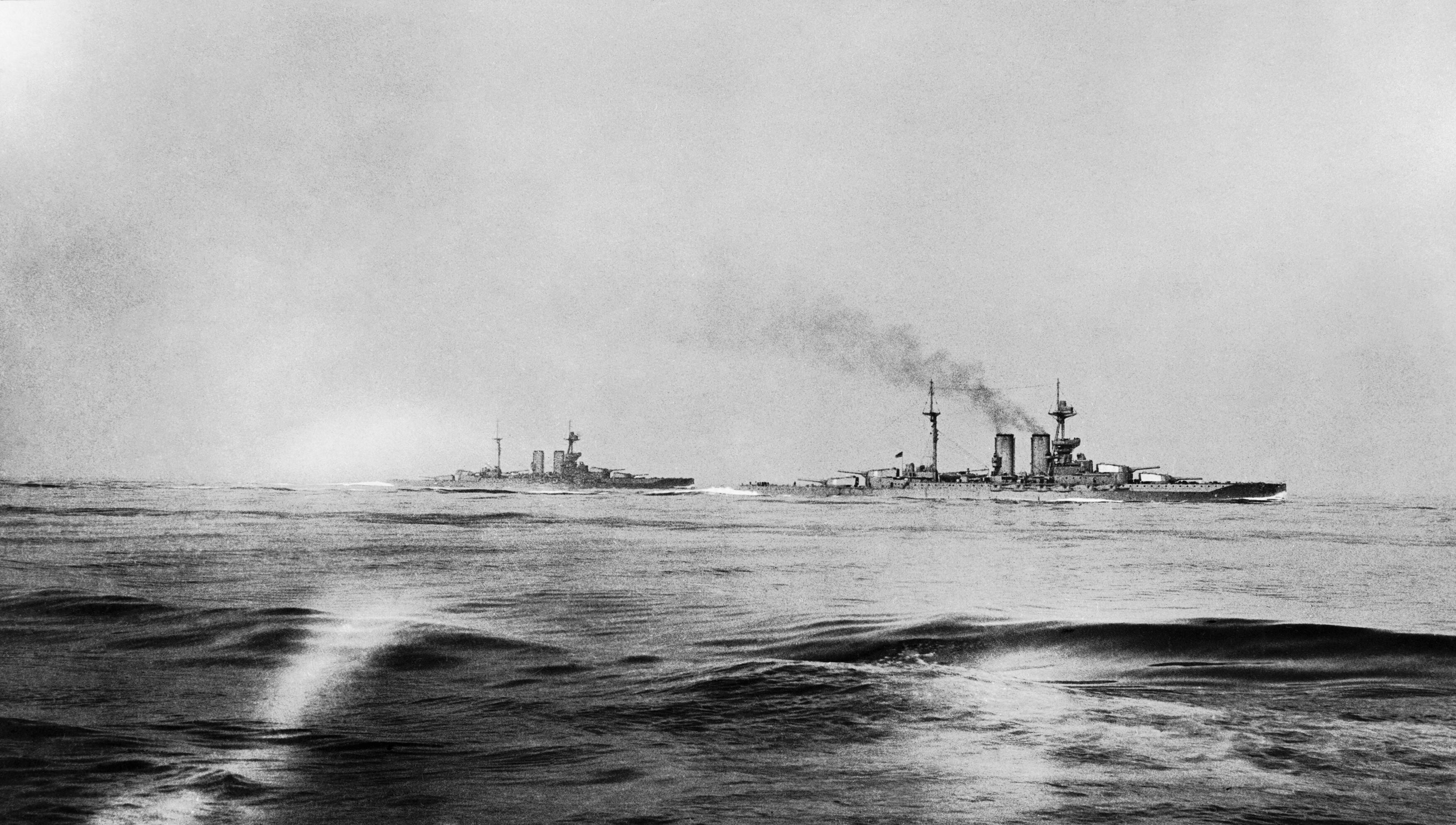
日德蘭海戰中的厭戰號戰艦（右）與馬來亞號戰艦（左），攝於1916年5月31日下午2:00左右。

高速戰艦理論於第一次世界大戰期間的日德蘭海戰中首次接受實戰檢驗；當時伊麗莎白女王級戰艦的五艘同級艦均被暫時編入由海軍中將戴維·貝蒂所指揮的戰鬥巡洋艦分遣艦隊。由于英国舰艇的设计落后，伊麗莎白女王級戰艦在交戰過程中虽然對德军进行了大量的炮击但收效甚微，因伊麗莎白女王級戰艦的超无畏舰级别的裝甲防護从而使其从德軍旧型战舰的284（11英寸）與305（12英寸）口徑艦炮的炮擊下存活，並依靠高航速得以成功逃离其追擊。在交火過程中，皇家海軍所屬的厭戰號戰艦嚴重受損，並面臨操縱舵失效等多重問題，因而奉命退出戰場返航接受整修；馬來亞號戰艦亦受有損傷，其線狀無煙火藥在交戰過程中被點燃，並差一點造成該艦沉沒。儘管如此，兩艦仍均平安地返抵港口。相較於高速戰艦，英国的戰鬥巡洋艦的表現更差；在九艘參與日德蘭海戰的皇家海軍戰鬥巡洋艦中便有三艘在僅承受了小規模的炮火攻擊後便因彈藥庫殉爆而沉沒。
在大艦隊加入戰局後，仍在戰場上的伊麗莎白女王級戰艦因無法到達預定的艦隊編隊位置，遂留在艦隊後方，因而未再參與進一步的交火過程。與此同時，仍然倖存的六艘戰鬥巡洋艦則肩負起高速分艦隊的角色任務，在艦隊戰列線前方與敵艦駁火，並透過利用其速度上的優勢试图擾亂德軍的艦隊陣形，但收效甚微。
日德蘭海戰是壓垮英国戰鬥巡洋艦名聲的最後一根稻草。即便如此，戰役的結果仍然應證了皇家海軍元帥約翰·傑利科伯爵的看法，即伊麗莎白女王級戰艦的速度雖然已有所提升，但以戰鬥巡洋艦艦隊的標準而言仍嫌過慢，不適合永久取代戰鬥巡洋艦。根據戰鬥報告，傑利科伯爵曾錯誤地判斷德意志帝國海軍所屬的國王級戰艦可達到23節（43每小時）的速度；相較之下伊麗莎白女王級戰艦的最大速度僅為24節（44每小時），因而認為皇家海軍的速度優勢已不明顯。

## 海軍上將級戰鬥巡洋艦
在日德蘭海戰爆發前，傑利科伯爵與貝蒂伯爵就曾對新建的戰鬥巡洋艦數量不足，而現有艦艇又不足以勝任所有任務一事表達過憂慮。1916年上半年，兩人否決了一項設計類似於伊麗莎白女王級戰艦但吃水深度較淺的新型高速戰艦提案，理由為新的五艘復仇級戰艦幾近完工，皇家海軍已擁有足夠的戰艦優勢，無須再造新戰艦；反倒是1912年至1913年間的造艦計畫因未包含戰鬥巡洋艦，貝蒂伯爵所指揮的戰鬥巡洋艦分遣艦隊因此缺乏能與配備305（12英寸）口徑艦炮的德軍戰鬥巡洋艦相抗衡的艦艇。傑利科伯爵相信德軍的計畫是建造更多更為強大的艦隻，且其航速可能達到29節（54每小時），因此主張皇家海軍應該配有速度達30節（56每小時）的艦艇以與之抗衡。雖然海軍已於1914年下訂了兩艘新的戰鬥巡洋艦（聲望號與反擊號），且其建造工程進度飛快，但傑利科伯爵仍然認為雖然兩艦的速度表現均不俗，但其裝甲防護卻不足（兩艦的裝甲均在費舍爾爵士的堅持下被嚴重削弱）。
為解決這樣的窘境，皇家海軍遂於1915年將新的造艦方案改為建造一艘排水量36,000噸、搭載八門15英寸（381）口徑艦炮作為主要武裝且最大速度可達32節（59每小時）的戰鬥巡洋艦。新型戰鬥巡洋艦的主裝甲厚度僅有8英寸（203），但因裝甲板係以傾斜方式安裝，故其等效厚度可達9英寸（229）。原定計畫建造四艘，首艦於1916年5月31日動工。

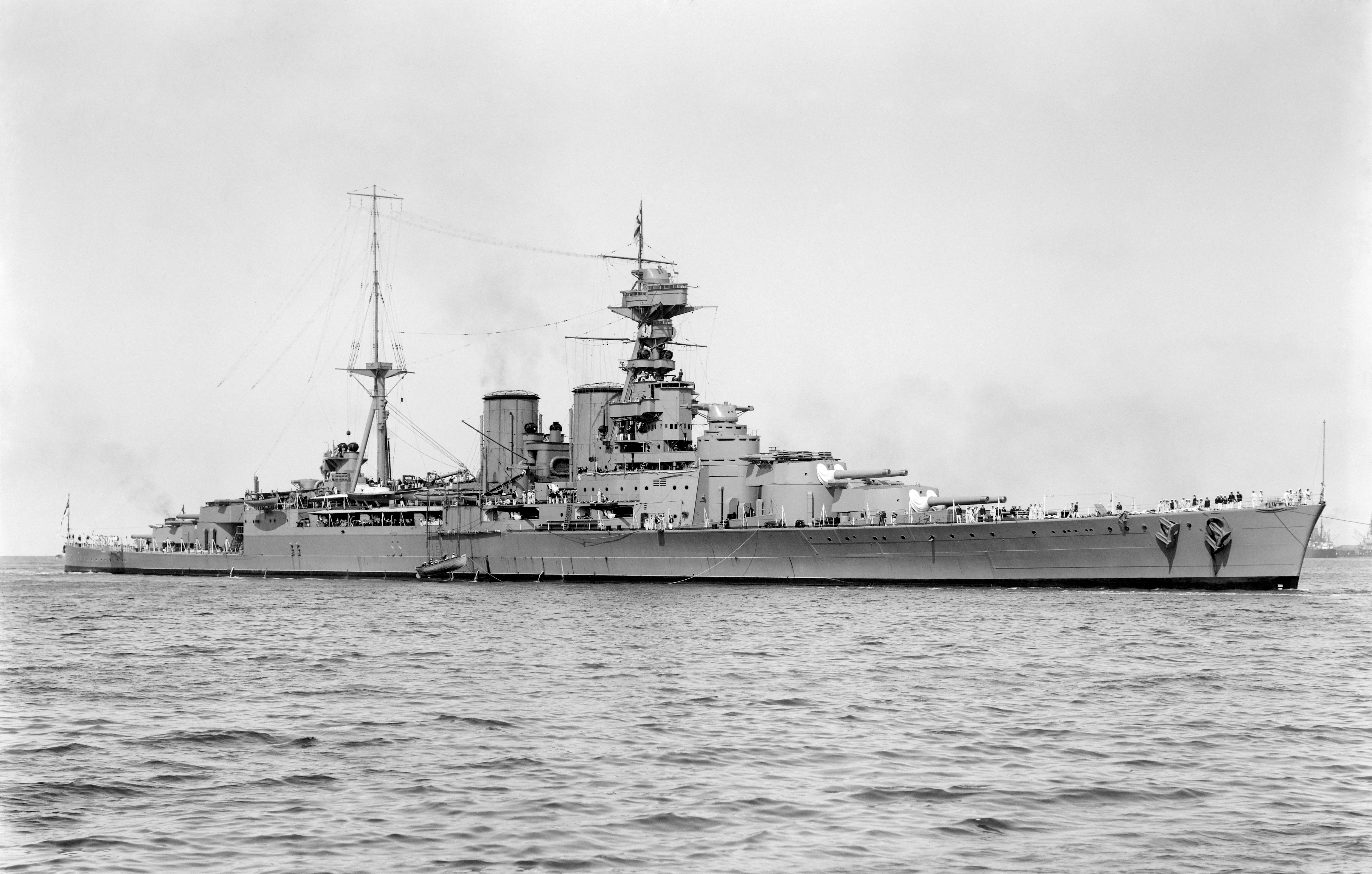
胡德號戰鬥巡洋艦是海軍上將級戰鬥巡洋艦的唯一一艘建成艦。

在日德蘭海戰中所遭遇的損失促使皇家海軍重新檢視設計方案。由於伊麗莎白女王級戰艦在戰役中的从德舰队炮击下全舰存活的优秀表現，英國人如今十分信賴高速戰艦的性能，但缺點是其仍然太慢；另一方面，海軍所擁有的戰鬥巡洋艦則因為裝甲薄弱等問題而不適於與敵艦長時間交火。因此，新型戰艦被徹底重新設計以求達到與伊麗莎白女王級戰艦同等級的生存能力，同時又可符合新式32節（59每小時）戰鬥巡洋艦的設計標準。最終的設計結果即是海軍上將級戰鬥巡洋艦；該級艦排水量達42,000噸，是當時世界上最大的軍艦。1917年，造艦工程再度放緩以便騰出資源建造反潛艦艇。當皇家海軍得知新型德軍戰鬥巡洋艦将無法完工時便擱置並最終取消了海軍上將級後續三艘同級艦的建造計畫，因此最終僅有一號艦胡德號完工服役。
雖然皇家海軍對胡德號的正式分類為戰鬥巡洋艦，但如英國海軍歷史學家安東尼·普雷特森等學者則認為該艦應該屬於高速戰艦，因其裝甲防護等級已可與伊麗莎白女王級戰艦相提並論，但速度卻遠較後者為快。另一方面，英國人也清楚明白胡德號雖然先進，但其設計上存在著許多瑕疵，因此仍將其作為戰鬥巡洋艦使用，且終其服役生涯均為戰鬥巡洋艦分遣艦隊的一員。此外，雖然該艦的防護能力以日德蘭海戰爆發的年代而言十分出色，但在對上1920年後完工、配備16英寸（406）口徑主炮的他國主力艦（如美國海軍的科羅拉多級戰艦與日本帝國海軍的長門級戰艦等）時其防護表現便顯得差強人意。

## 1912年至1923年間的其他設計
第一次世界大戰期間，皇家海軍將高速戰艦與戰鬥巡洋艦分別編為不同的戰術單位的作法相當獨特。然而，1912年至1923年間的海事工程技術取得突破性的進展，並造成各國開始競相建造速度更快的戰艦；這種競爭造艦的情況直至1922年《華盛頓海軍條約》簽訂後才趨緩。戰艦的航速在這段期間獲得了長足的進步。這些技術上的突破主要包括：
- 小管徑鍋爐的問世提高了熱能自鍋爐轉換至推進系統的效率
- 蒸氣壓的提升
- 輪系的應用使推進器可以以較緩慢但更有效率的方式旋轉[27]

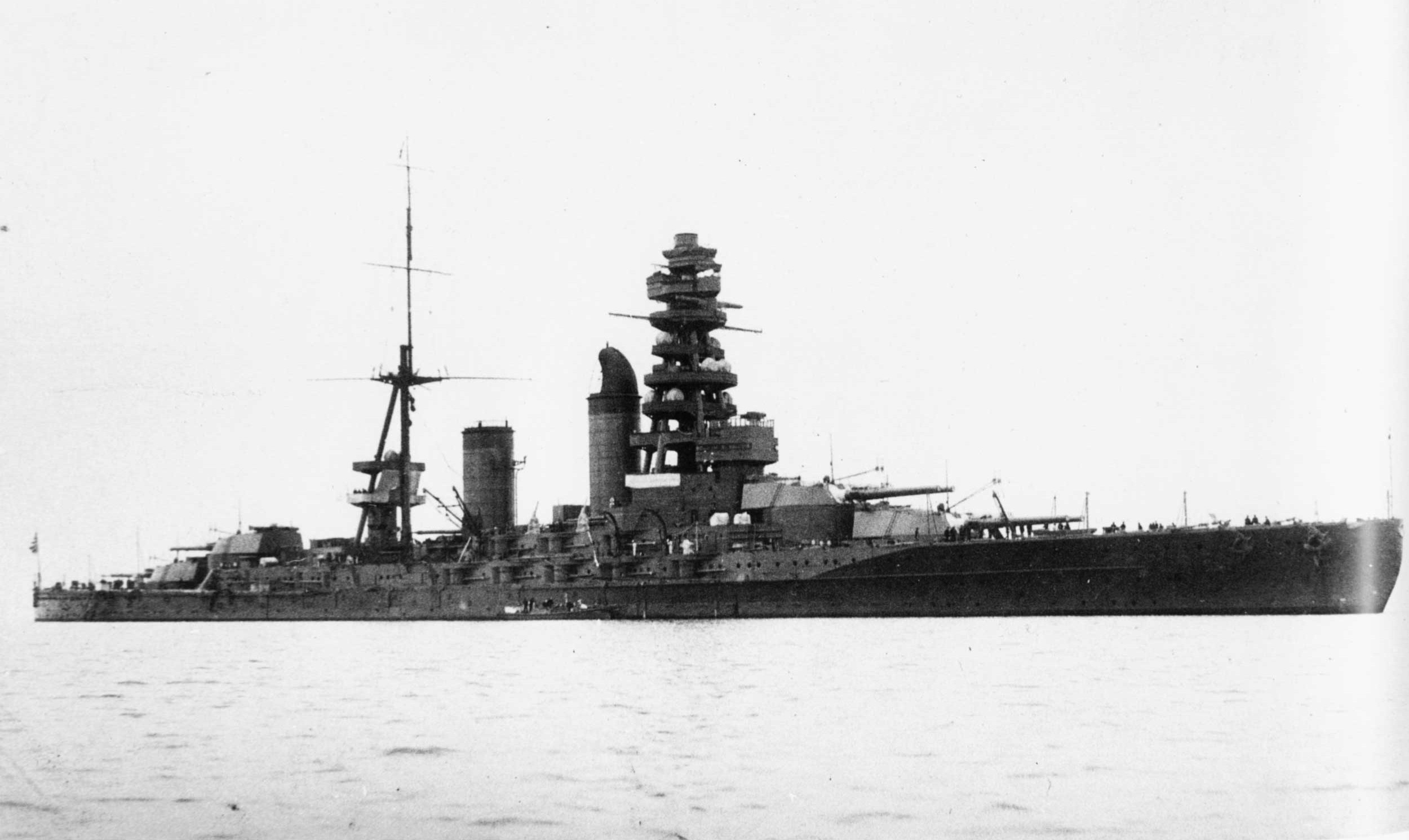
長門級戰艦是大日本帝國海軍所發展出的高速戰艦，其建成時是世界上航速最快的戰艦。

1920年代早期，美國的財富與大日本帝國的野心是驅使當代主力戰艦發展的最主要動力。於1919年至1920年間下水的長門級戰艦為高速戰艦設下了新標準；該級艦裝備16英寸（406）主炮，最大速度可達26.5節（49.1每小時）。大日本帝國海軍在對馬海峽海戰中與俄羅斯帝國海軍周旋的結果使前者就提升戰艦艦隊航速一事與費舍爾抱持相同的觀點，另一方面日本也希望在面對未來的潛在威脅時能藉由海軍艦隊高速的優勢保留一些戰略主動權。由於日本人將長門級戰艦的極速視為最高機密，並對外宣稱該級戰艦的最大速度為23節（43每小時），故該級艦所帶來的影響十分有限。長久以來一直將艦隊航速定為21節（39每小時）的美國海軍為應對長門級戰艦所造成的威脅，遂於1920年將新型的南達科他級戰艦航速調升為23節（43每小時）；然而該級艦的建造工程最終因受到《華盛頓海軍條約》的限制而於1922年2月8日中止。

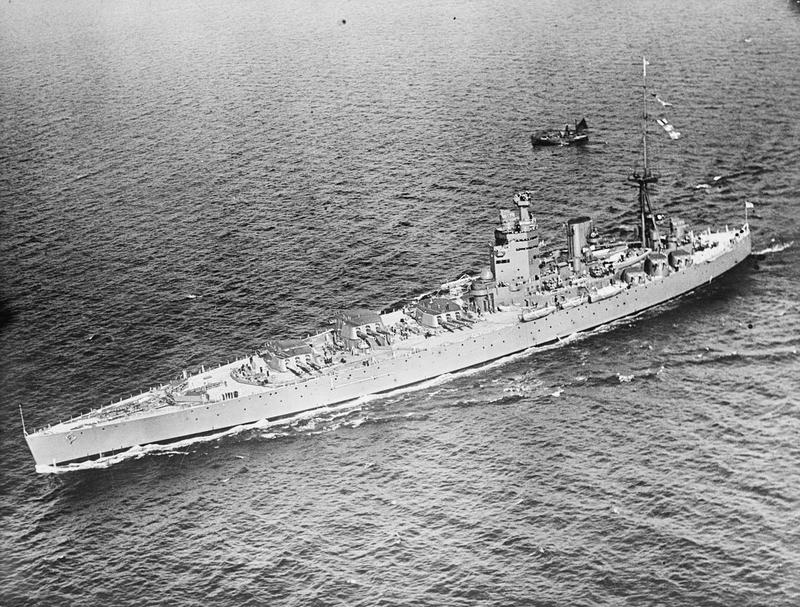
納爾遜級戰艦是N3級戰艦與G3級戰鬥巡洋艦的縮小版本。圖為納爾遜號。

長門級戰艦列裝後，日本海軍原規劃建造紀伊級戰艦（裝備十門16英寸（406）艦炮，最大速度29.75節（55每小時），排水量39,900噸）作為長門級的次級。與此同時，皇家海軍在意識到其主力艦的優勢已日漸遭到削弱後，著手發展更多新型設計；如裝備18英寸（457）口徑主炮的N3級戰艦與最大速度達32節（59每小時）、裝備16英寸（406）口徑主炮的G3級戰鬥巡洋艦等均是此時期的產物。雖然正式名稱為戰鬥巡洋艦，但G3級的裝甲防護能力遠較先前任何一艘英軍主力艦來的好，因而被認為是一款真正意義上的高速戰艦。G3級的建造優先程度高於N3級戰艦，顯見英國海軍對其潛在性能的信任。然而，英國政府與日本政府在各自檢視兩國新型戰艦的不斐造價後，不約而同地中止了建造計畫；另一方面，兩國亦在美方的施壓下同意參與以削減軍備為主要目標的華盛頓會議。該會議於1921年在美國華盛頓特區召開，最終促成了1922年《華盛頓海軍條約》的簽署。《華盛頓海軍條約》造成各國被迫放棄其大型高速戰艦建造計畫；但英國仍在對G3級戰鬥巡洋艦稍作修改後，以該艦設計為藍本，建造出整體規格較小且合於條約規範的納爾遜級戰艦，其設計極速為23節（43每小時）。
義大利皇家海軍規劃建造但最終流產的弗朗切斯科·卡拉喬洛級戰艦有著與伊麗莎白女王級戰艦相近的設計思維；該級艦搭載八門15英寸（381）主炮，最大速度為28節（52每小時），屬於高速戰艦的一種。其建造工程於1914年至1915年間展開，但隨後卻因第一次世界大戰爆發而被迫中止，最終無任何一艘同級艦建成。

## 華盛頓海軍條約時期
《華盛頓海軍條約》的簽署國計有美國、英國、日本、法國與義大利等當時世界上海軍實力最強大的五個國家。因此，該條約與後續的《倫敦海軍條約》以及《第二次倫敦海軍條約》對未來主力艦的發展有著決定性的影響。
這一系列的條約將所有標準排水量在10,000噸以上或搭載8英寸（203）以上口徑主炮的軍艦統一納入「主力艦」的定義範疇，並對各簽署國所可擁有的主力艦噸位總數設下限制，同時將未來所有戰艦設計的標準排水量上限設為35,000噸。由於未來任何搭載大口徑主炮的巡洋艦均可能因被認定為主力艦，進而排擠一國所可使用的戰艦噸位額度，因此這些限制基本終結了戰鬥巡洋艦作為一獨立艦種存在的可能。另一方面，由於此前各國提高戰艦航速的最直接方法便是增加艦身的長寬比，但這也連帶造成艦身體積的擴大；然而條約中將新造戰艦的排水量上限定在35,000噸，等於宣告提高長寬比的作法如今已不再可行，因此這些條約也造成高速戰艦的設計問題更趨複雜。
雖然條約中規定各國海軍於所屬艦艇服役年限屆至時可建造搭載16英寸（406）艦炮的主力艦作為替代艦種，但多數國家均未利用此機會建造級別更高的戰艦，反而開始追求配備輕量化武裝但速度較快的戰艦；這顯示各國對於高速戰艦的興趣絲毫未減。1935年英國海軍部的一份文件認為一艘搭載16英寸（406）主炮的戰艦不可能在平衡各項設計的前提下將排水量限制在35,000噸以內，因為這樣的戰艦若不是裝甲防護不足，就是速度太慢；此時納爾遜級戰艦的23節（43每小時）極速已稍嫌不足。報告另外建議皇家海軍建造一款裝備九門15英寸（381）主炮的戰艦，且其極速不應低於29節（54每小時）。
義大利與法國於1930年代分別建造的維托里奧·維內托級戰艦與黎胥留級戰艦不僅均搭載15英寸（381）主炮作為主要武裝，且亦體現出皇家海軍對於高速戰艦的相同看法。

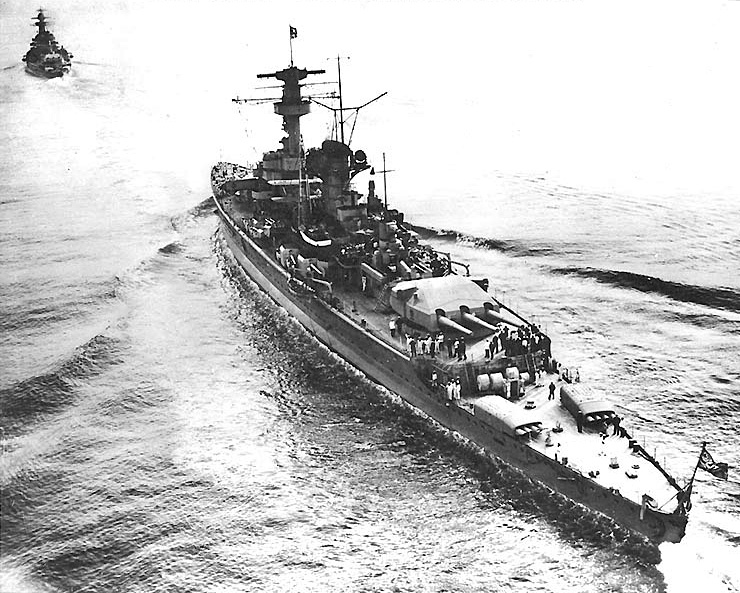
裝甲艦的問世催生了如敦克爾克級戰艦這樣配備輕武裝，但擁有高航速的高速戰艦。圖為德國號裝甲艦。

條約生效後，各國共造有四艘排水量逼近35,000噸上限的主力艦，分別為法國的敦克爾克號戰艦與史特拉斯堡號戰艦以及德國的沙恩霍斯特號戰艦與格奈森瑙號戰艦。敦克爾克級戰艦是法國對德國「裝甲艦」（或稱為袖珍戰艦）的回應。裝甲艦基本上承襲了19世紀晚期裝甲巡洋艦的設計概念，擁有遠洋巡航能力，配備重型武裝，且有著足夠的速度閃避敵方傳統戰艦的追擊。相對地，敦克爾克級戰艦則可視為戰鬥巡洋艦的復興艦種；該級艦的最大速度可達29節（54每小時），並且配備了330（13英寸）口徑主炮，擁有脫離艦隊獨立作戰的能力，且其速度足以供其迴避與火力更為強大的敵方戰艦正面交火，同時能夠輕易追上並殲滅裝甲艦。然而，在作為戰列線的一員並與法國戰艦艦隊其餘的傳統舊型無畏艦協同作戰時，敦克爾克級戰艦的設計便會顯得毫無道理可言，因為該級艦將無法充分利用其速度優勢，而其火力武裝與裝甲防護亦無法與當時裝備16英寸（406）主炮的戰艦匹敵。
面對敦克爾克級戰艦的問世，德國海軍以建造沙恩霍斯特級戰艦作為回應。 該級戰艦在設計上解決了裝甲艦速度不足、生存能力低下與發動機組（裝甲艦所使用的柴油引擎不甚可靠，且在高速運轉時會產生劇烈震動）的問題。雖然體積尺寸較敦克爾克級戰艦為大，但沙恩霍斯特級戰艦同樣不是為參與傳統戰艦編隊而設計的；除了武裝較為薄弱外，對抗為數眾多且規模龐大的盟軍艦隊也不是德軍水面艦艇的戰略任務。相反的，沙恩霍斯特級戰艦的兩艘同級艦仰賴其優異的高航速（32節（59每小時））來迴避敵軍主力艦的攻擊。
條約也允許各國翻整第一次世界大戰期間建造後宣告保留的戰艦，且允諾配給3,000噸的額度安設魚雷、俯衝轟炸、遠程炮擊的防護裝置。法國、英國與美國採取了較為保守的設計，透過在原始船殼的基礎上重建戰艦、以重油鍋爐動力機組替換原有的燃煤或油煤混燒鍋爐提升輸出，以盡可能提升速度；然而推進機組在動力輸出上的提升卻往往被額外加裝的裝甲、防空火炮與其他設備的重量所抵銷。義大利皇家海軍與大日本帝國海軍在1930年代對舊型戰艦的延壽工程則發展出了較為新穎的設計；在換裝重油鍋爐換取近乎翻倍的動力輸出後，兩國海軍更透過在艦身中段與艉段新增更多隔間的方式以延長艦體全長。額外增設的空間意味著艦上將有能力容納更大尺寸的動力機組，而加長的艦體全長則表示艦身的長寬比亦隨之上升，故航行過程中所受到的海水阻力也相應地下降，從而達到提升速度的目的。日本帝國海軍的伊勢級戰艦在經過改良後，速度自23節（43每小時）提升至25節（46每小時）。義大利海軍的加富爾伯爵級戰艦的速度亦自原先的21節（39每小時）提升至27節（50每小時）。
日本在戰艦設計上抱持與歐洲各國不同的思維，且該國亦拒絕簽署《第二次倫敦海軍條約》。以大日本帝國海軍所擁有的最高級別戰艦、標準排水量達64,000噸的「大和級」為例，日本為使該級艦擁有幾無破綻的裝甲防護與18.1英寸（460）的大口徑主炮，選擇略為犧牲其航速，使該級艦的航速僅有27節（50每小時）。
在幾經爭論後，美國海軍最終同意設計兩款速度同為27節（50每小時）的35,000噸級戰艦，即北卡羅來納級戰艦與南達科他級戰艦。受限於條約限制，美國海軍在戰艦設計上最重視的即是火力與防護；不過兩款戰艦的速度表現均較其第一次世界大戰期間的前輩出色，且均有能力擔負護衛航空母艦的任務。美國雖簽署了《第二次倫敦海軍條約》，但不久後即要求追加一項「升級條款」，要求將戰艦主炮口徑的限制自14英寸（356）放寬至16英寸（406）。然而這項更動卻使北卡羅來納級戰艦成為一款不甚平衡的戰艦；其裝甲原先係為抵禦14英寸（356）火炮射擊而設計，其所搭載的原始武裝同樣為14英寸（356）口徑艦炮，但卻稍後於建造過程中被替換為16英寸（406）艦炮。南達科他級戰艦的裝甲防護亦獲得升級以抵擋16英寸（406）火炮的射擊。為了抵銷額外裝甲所增加的重量同時確保戰艦噸位不逾越限制，南達科他級在設計上被迫採用較短的艦身以減少裝甲所需防護的區域；艦上同時安裝了比北卡羅來納級戰艦更為強勁的動力機組，但這也造成艦上空間略嫌擁擠。此外，美國在日本退出裁軍會議後也援引「升級條款」以建造排水量達45,000噸、極速達33節（61每小時）的新型戰艦「愛荷華級」作為回應。愛荷華級戰艦配備了九門16英寸（406）艦炮作為主要武裝，並擁有絕佳的射程，其引擎與加長的艦身也意味著該級艦的速度表現遠較北卡羅來納級戰艦與南達科他級戰艦優秀。
美國海軍專家諾曼·弗里德曼在其著作《1905年至1945年的戰艦設計與發展》（Battleship Design and Development 1905–1945）中評論愛荷華級戰艦時這麼寫道：
|  | （愛荷華級戰艦）動工前半個世紀以來，美國海軍一直主張犧牲速度以換取裝甲與火力。即便在建造北卡羅來納級戰艦時，他們仍然自兩項提案中選擇了速度較慢的那個。他們投入大量資源以便將動力機組的馬力輸出最小化，而非善用如此強而有力的機組以將提升戰艦速度化為可能。美國海軍所建造過最大的四艘軍艦基本上就是航速27節、排水量35,000噸的舊型戰艦的33節版本。與南達科他級戰艦的裝甲防護相比，愛荷華級戰艦的裝甲沒有任何特別之處，只有主武裝替換為火力更強大的16英吋艦炮，炮管長度比先前戰艦長了五個倍徑。1,0000噸的額外排水量對換取6節的速度提升而言是個非常大的代價。 |

## 第二次世界大戰期間的設計

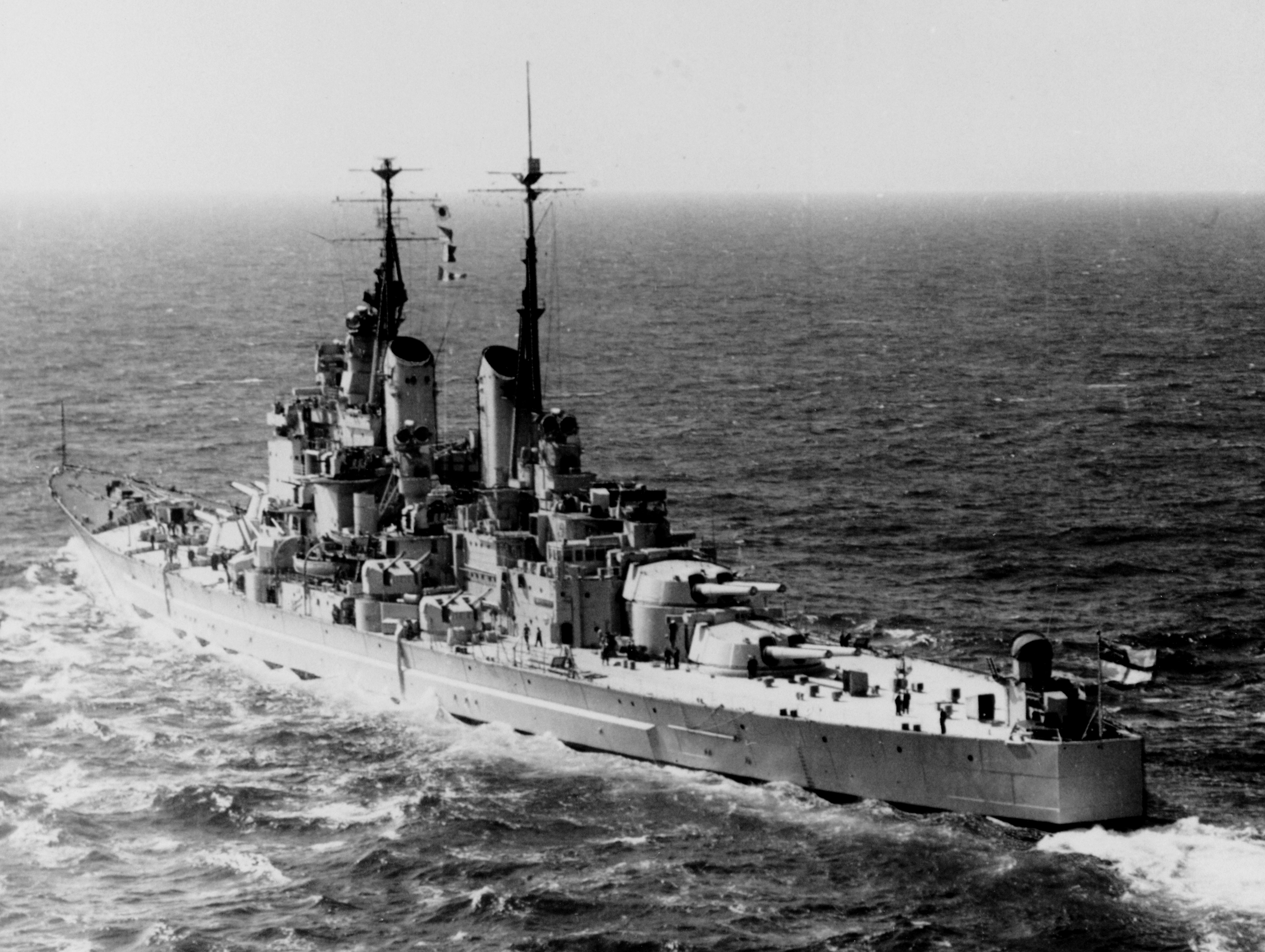
前衛號戰艦是英國皇家海軍所建造的最後一艘戰艦，同時也是最高級別戰艦，其極速可達30 kn。

1938年，美國、英國與法國同意實施《第二次倫敦海軍條約》中的「升級條款」，以將三國的新型戰艦的標準排水量限制放寬至45,000噸。此時三國均已設計出35,000噸的新戰艦，分別為美國的北卡羅來納級戰艦（兩艘同級艦）與南達科他級戰艦（四艘同級艦）、英國的英王喬治五世級戰艦（五艘同級艦）與法國的黎胥留級戰艦（四艘同級艦）。
英國與美國分別於1939年與1940年起造排水量45,000噸的後續艦種。美國方面完成了四艘愛荷華級戰艦，英國方面所規劃建造的獅級戰艦則未完成。在規劃中，獅級戰艦將會搭載九門16英寸（406）艦炮，其最大速度將介於29至30節（50至60每小時）之間，遠比英王喬治五世級戰艦來的快。不過，英國確實於1946年完成了最後一艘、也是最高級別的皇家海軍戰艦「前衛號戰艦」。該艦的設計類似於獅級戰艦，並汲取了前代戰艦所獲得的經驗；其速度表現與獅級戰艦相仿（30節（56每小時））。
美國海軍的最後一款主力艦設計為蒙大拿級戰艦；該艦充分體現了美國戰艦的設計思維，不僅擁有厚重的裝甲防護與火力武裝，且最大速度可達27節（50每小時）。該級艦的標準排水量為60,500噸，其體積尺寸與日本的大和級戰艦相去不遠，兩者的設計思維亦十分類似。美國海軍共下訂了五艘蒙大拿級戰艦，但由於其速度過慢，不適合參與快速特遣艦隊任務，因此最終於龍骨安放前便取消。

## 高速戰艦艦級一覽
下表列出英國、美國、日本、德國、法國與義大利所建造的高速戰艦艦級，其中亦包括經重建的艦級。雖然並非所有本表所列出的重建戰艦均以提高航速做為重建目標，但其仍較同時代仍服役的前條約時期無畏艦快得多，因此仍可稱為高速戰艦。下表所列出的所有速度均為設計速度。
| 戰艦艦級              | 圖片 | 設計航速                                          | 服役年份                      | 備註 |
| --------------------- | ---- | ------------------------------------------------- | ----------------------------- | --- |
| 英國皇家海軍          |      |                                                   |                               | |
| 伊麗莎白女王級戰艦    |      | 24節（44每小時）                                  | 1914年至1948年                | |
| 胡德號戰鬥巡洋艦      |      | 1920年：31節（57每小時） 1941年：28節（52每小時） | 1920年5月15日至1941年5月24日  | 本艦為海軍上將級戰鬥巡洋艦的唯一一艘建成艦。雖然皇家海軍將之分類為戰鬥巡洋艦，但現代部分學者認為其就設計層面而言是伊麗莎白女王級戰艦的升級版本，故應屬於高速戰艦。 |
| 英王喬治五世級戰艦    |      | 28.3節（52.4每小時）                              | 1940年至1951年                | |
| 前衛號戰艦            |      | 30節（56每小時）                                  | 1946年5月12日年至1960年6月7日 | |
| 美國海軍              |      |                                                   |                               | |
| 北卡羅來納級戰艦      |      | 28節（52每小時）                                  | 1941年至1947年                | |
| 南達科他級戰艦        |      | 27.5節（50.9每小時）                              | 1942年至1947年                | |
| 愛荷華級戰艦          |      | 33節（61每小時）                                  | 1943年至1992年                | |
| 大日本帝國海軍        |      |                                                   |                               | |
| 金剛級戰艦            |      | 30節（56每小時）                                  | 1913年至1945年                | 本級艦原先規劃為「巡洋戰艦」（即戰鬥巡洋艦），1931年改裝為高速戰艦，航速亦自原先的27.5節（50.9每小時）提升至30節（56每小時）。                                     |
| 長門級戰艦            |      | 26.5節（49.1每小時）                              | 1920年至1945年                | |
| 大和級戰艦            |      | 27節（50每小時）                                  | 1941年至1945年                | |
| 納粹德國海軍          |      |                                                   |                               | |
| 沙恩霍斯特級戰艦      |      | 31節（57每小時）                                  | 1938年至1943年                | 亦稱為「格奈森瑙級戰艦」。 |
| 俾斯麥級戰艦          |      | 30節（56每小時）                                  | 1940年至1944年                | |
| 法國海軍              |      |                                                   |                               | |
| 敦克爾克級戰艦        |      | 31節（57每小時）                                  | 1937年至1942年                | 同時期的英國皇家海軍與法國海軍自身均視本級艦為戰鬥巡洋艦。 |
| 黎胥留級戰艦          |      | 30節（56每小時）                                  | 1940年至1967年                | |
| 義大利皇家海軍        |      |                                                   |                               | |
| 加富爾伯爵級戰艦      |      | 27節（50每小時）                                  | 1914年至1955年                | 本級艦的原始速度為21節（39每小時），1933年至1937年間接受改裝後速度才獲得提升。                                                                                     |
| 安德烈亞·多里亞級戰艦 |      | 26節（48每小時）                                  | 1915年至1953年                | 本級艦的原始速度為21節（39每小時），1937年至1940年間接受改裝後速度才獲得提升。                                                                                     |
| 維托里奧·維內托級戰艦 |      | 30節（56每小時）                                  | 1940年至1948年                | |

### 引用
1. ↑  .   [2017-09-04]. （原始内容存档于2017-09-04）.
2. ↑  U.S. Department of State. .   [20 March 2014]. （原始内容存档于2017-09-20）.
3. ↑  Treaty text. Article 4
4. ↑  League of Nations Treaty Series, vol. 25, pp. 202–227.
5. ↑  Maiolo, Joseph The Royal Navy and Nazi Germany pages 35–36.
6. ↑  Admiralty Weekly Order no. 351, 24 November 1911; quoted in Roberts (2003), p. 24
7. ↑  Roberts (2003), p. 11
8. ↑  Roberts (2003), p. 16
9. ↑  Roberts (2003), p. 17
10. ↑  Brown (2003a), p. 188
11. ↑  Roberts (2003), p. 26
12. ↑  Roberts (2003), p. 32
13. ↑  Churchill (2005)，Part 1, Chapter 5
14. ↑  The Invincibles were the oldest of the British battlecruisers.
15. ↑  Campbell (1986), p. 132
16. 1 2  Tarrant, pp. 80–85.
17. 1 2  Roberts, p. 116.
18. 1 2  Campbell, p. 183
19. 1 2  Brown, p. 167
20. ↑  Campbell, p. 159
21. ↑  Roberts. Battlecruisers, p. 116
22. ↑  Jellicoe (2006)，Chapter 13; the relevant passage is available on-line at the War Times Journal website （页面存档备份，存于）
23. 1 2  Roberts (2003), p. 56
24. ↑  Roberts (2003), p. 58
25. ↑  Roberts 1997, p. 61.
26. ↑  Preston (2002), p. 96
27. 1 2  Friedman (1978), p. 92
28. ↑  Gardiner (1985), p. 231
29. ↑  Ireland (1996)，第168頁.
30. ↑  Gardiner (1985), p. 41
31. ↑  Gardiner (1985), p. 260
32. ↑  Gardiner & Chesneau, p. 289
33. 1 2  Le Masson 1969，第75頁.
34. 1 2  ADM1/9387: Capital Ships: Protection (1935) （页面存档备份，存于）, Available on-line via the HMS Hood Association Website （页面存档备份，存于）
35. ↑  Chesneau (1980), p. 225
36. ↑  Breyer 1987，第13頁.
37. 1 2  Gröner，第31頁.
38. ↑  Friedman (1978), p. 67
39. ↑  Chesneau (1980)，passim
40. ↑  Friedman (1978), pp. 47–48
41. ↑  Chesneau (1980), pp. 171, 284
42. 1 2  Jackson, p. 74; Jentschura et al., p. 38
43. ↑  Friedman (1978), p. 307
44. ↑  Chesneau (1980), p. 99
45. 1 2  Garzke and Dulin, p. 263
46. ↑  Raven and Roberts, p. 317
47. ↑  Garzke and Dulin, pp. 263, 276
48. 1 2  Raven and Roberts, p. 334
49. ↑  Chesneau (1980), p. 100
50. ↑  Newhart, Max R.  Battleship Memorial. Missoula, Montana: Pictorial Histories Publishing Company. May 2007: 102–106 [1995]. ISBN 1-57510-004-5.
51. ↑  Johnston, Ian; McAuley, Rob. . London: Channel 4 Books (an imprint of Pan Macmillan, LTD). 2002: 122  [2017-09-04]. ISBN 0-7522-6188-6. （原始内容存档于2010-11-12）.
52. ↑  . USS Missouri Memorial Association.   [3 October 2007]. （原始内容存档于21 August 2007）.
53. 1 2  Minks, R. L. . Sea Classics (Canoga Park, California: Challenge Publications). September 2006  [1 December 2007]. OCLC 3922521. （原始内容存档于2017-09-09）.
54. ↑  Rogers, J. David.  (pdf). Missouri University of Science and Technology.   [28 April 2007]. （原始内容存档 (PDF)于2007-06-26）.
55. ↑  Garzke and Dulin, pp 165
56. ↑  Chesneau (1980), p. 89
57. ↑  Greger, p. 101
58. ↑  Lyon, Hugh; Moore, John E. . London: Salamander Books. 1978: 32–33. ISBN 0-517-22478-X.
59. ↑  Burt 1986, p. 256.
60. ↑  Ballantyne, 2013, p. 197.
61. ↑  Dittmar; Colledge. . : 34.
62. ↑  Jones, pp. 258–59
63. ↑  These include Preston (2002) and Brown (2003b).
64. ↑  Garzke and Dulin, United States Battleships, 65
65. ↑  "North Carolina" in the Naval Vessel Register.
66. ↑  "Washington" in the Naval Vessel Register
67. ↑  
. National Historic Landmark summary listing. National Park Service.   [3 July 2007]. （原始内容存档于2007年12月29日）.
68. ↑  
Butowsky, Harry A.  (pdf). National Park Service. May 1985  [7 September 2012]. and
 (PDF). National Park Service.   [7 September 2012].
69. ↑  Friedman, p. 449.
70. ↑  DiGiulian, Tony. "Speed Thrills." （页面存档备份，存于）
71. ↑  Jacobs, Jennifer. . The Des Moines Register. 30 April 2012  [30 April 2012]. （原始内容存档于9 July 2012）.
72. ↑   (新闻稿). Office of Assistant Secretary of Defense (Public Affairs). 20 January 2000  [2005-05-26]. （原始内容存档于2005-05-07）.
73. ↑  . USS New Jersey Veterans, Inc.   [2005-05-26]. （原始内容存档于2005-05-30）.
74. ↑  . The Battleships. United States Navy Office of Information. 24 April 2000  [15 December 2006]. （原始内容存档于7 December 2006）.
75. ↑  . USS Wisconsin Association.   [26 November 2006]. （原始内容存档于14 September 2010）.
76. ↑  Johnston, Ian & McAuley, Rob. . London: Channel 4 Books (an imprint of Pan Macmillan, LTD). 2002: 183  [2017-09-04]. ISBN 0-7522-6188-6. （原始内容存档于2010-11-12）.
77. ↑  NavSource Naval History. BB-64 USS Wisconsin: Keel Laying – Shakedown Cruise （页面存档备份，存于）. Retrieved 1 December 2006.
78. ↑  Dulin & Garzke 1976，第137頁.
79. ↑  NVR Kentucky (BB 66).
80. ↑  『日本戦艦物語I』pp.213-234「金剛型の建造」。
81. ↑  #艦船要目公表範囲(昭和12年12月1日)p.2『比叡|練習戦艦|199.19米|28.04米|6.32米|基準19,500頓|速力18.0節|短艇籔13|横須賀工廠|明治44-11-4|大正元-11-21|大正3-8-4(昭和7・12・31改)|36cm…6 15cm…16 12.7cm高角4 8cm高角…4｜発射管-|探照燈6|タルビン4|艦本式11|推進器數4|馬力13,800』
82. ↑  #吉田比叡p.270、#11戦隊詳報(5)pp.18,46
83. ↑  『歴史群像太平洋戦史シリーズ21 金剛型戦艦』折り込みチャート。
84. ↑  Lengerer, p. 152
85. ↑  Chesneau (1980), p. 172
86. ↑  #戦史叢書海軍戦備(2)109頁『戦艦陸奥の爆沈』
87. ↑  #長門七分隊66頁
88. ↑  #歴群15長門型p.186
89. ↑  #戦艦十二隻(2014)283-284頁
90. ↑  安藤日出男（1987年），第99页
91. ↑  Asmussen, John. . www.bismarck-class.dk.   [April 23, 2011]. （原始内容存档于2017-09-04）.
92. ↑  .   [2017-09-04]. （原始内容存档于2017-08-12）.
93. ↑  merselkebir.org 的存檔，存档日期2007-05-24.

### 圖書
- Brown, D. K. . Caxton Editions. 2003a. ISBN 1-84067-529-2.
- Brown, D. K. . Caxton Editions. 2003b. ISBN 1-84067-531-4.
- Campbell, N. J. M. . Conway Maritime Press. 1986. ISBN 0-85177-379-6.
- Chesneau, Roger. . Conway Maritime Press. 1980. ISBN 0-85177-146-7.
- Churchill, Winston S. . Free Press. 2005 [1931]. ISBN 0-7432-8343-0.
- Friedman, Norman. . Conway Maritime Press. 1978. ISBN 0-85177-135-1.
- Gardiner, Robert. . Conway Maritime Press. 1985. ISBN 0-85177-245-5.
- Jellicoe, John Rushworth. Roger Chesnau , 编. . Stowmarket, UK: Ad Hoc Publications. 2006 [1919]. ISBN 0-946958-50-5.
- Preston, Antony. . Conway Maritime Press. 2002. ISBN 0-85177-754-6.
- Roberts, John. . Caxton Editions. 2003. ISBN 1-84067-530-6.
- Campbell, John. . New York: Lyons Press. 1998. ISBN 1-55821-759-2.
- Roberts, John. . Annapolis, MD: Naval Institute Press. 1997. ISBN 1-55750-068-1.
- Tarrant, V. E.  reprint of the 1995. London: Brockhampton Press. 1999. ISBN 1-86019-917-8.
- Brown, David K.  reprint of the 1999. London: Caxton Editions. 2003. ISBN 1-84067-531-4.
- Ireland, Bernard (编). . London: HarperCollins. 1996. ISBN 0-00-470997-7.
- Gardiner, Robert; Chesneau, Roger (编). . Annapolis, MD: Naval Institute Press. 1980. ISBN 0-87021-913-8.
- Le Masson, Henri. . Navies of the Second World War. London: Macdonald. 1969. ISBN 0-356-02384-2.
- Breyer, Siegfried. . Friedberg: Podzun-Pallas-Verlag. 1987. ISBN 3790903159 （德语）.
- Gröner, Erich. . Annapolis: Naval Institute Press. 1990. ISBN 978-0-87021-790-6. OCLC 22101769.
- Jackson, Robert. . London: Brown Books. 2000. ISBN 1-897884-60-5. OCLC 45796134.
- Dulin, Robert O., William H. Garzke, and Robert F. Sumrall. Battleships: United States Battleships in World War II, fourth printing with corrections and additions. Annapolis, Md: Naval Institute Press, 1976 (1985). ISBN 0-87021-099-8. Chapter 5, pp. 153–174. Devotes more space to the components of the (chosen) design, and less to the design studies, than Friedman's work.
- Greger, René. . Annapolis, Maryland: Naval Institute Press. ISBN 1-55750-069-X.
- Raven, Alan; Roberts, John. . Annapolis, Maryland: Naval Institute Press. 1976. ISBN 0-87021-817-4.
- Friedman, Norman. . Annapolis: Naval Institute Press. 1986. ISBN 0-87021-715-1. OCLC 12214729.
- DiGiulian, Tony. . navweaps.com. September 2006  [16 December 2010]. （原始内容存档于2015-06-27）.
- DiGiulian, Tony. . navweaps.com. November 2006  [16 December 2010]. （原始内容存档于2015-06-26）.
- Lengerer, Hans. . Jordan, John  (编). . London: Conway. 2012. ISBN 978-1-84486-156-9.
- Jackson, Robert. . London: Brown Books. 2000. ISBN 1-897884-60-5. OCLC 45796134.
- Jentschura, Hansgeorg; Jung, Dieter; Mickel, Peter. . Annapolis, Maryland: Naval Institute Press. 1977. ISBN 0-87021-893-X. OCLC 3273325.
- Gröner, Erich. . Annapolis: Naval Institute Press. 1990. ISBN 978-0-87021-790-6. OCLC 22101769.
- Lyon, Hugh; Moore, John E. . London: Salamander Books. 1978: 32–33. ISBN 0-517-22478-X.
- Burt, R. A. . Annapolis, Maryland: Naval Institute Press. 1986. ISBN 0-87021-863-8.
- Ballantyne, Iain. . Barnsley, UK: Pen & Sword Maritime. 2013  [2017-09-04]. ISBN 978-1-84884-350-9. （原始内容存档于2017-04-04）.
- Dittmar; Colledge. . : 34.
- Jones, Geoffrey P. . London: William Kimber. 1979. ISBN 0-7183-0416-0.
- . 美國海軍軍艦辭典. 美國海軍部歷史與遺產司令部.   [13 January 2017].
- 吉田俊雄. . 朝日ソノラマ文庫. 1985. ISBN 4-257-17051-4 （日语）.
- C08030051800.  （日语）.
- 防衛庁防衛研修所戦史室. . 朝雲新聞社. 1975.
- 七分隊長門会. . 原書房. 1982.
- 歴史群像太平洋戦史シリーズ15. . 学習研究社. 1997. ISBN 4-05-601684-4.
- （日語）安藤日出男. . 朝日ソノラマ-文庫航空戦史シリーズ. 1987. ISBN 4-257-17093-X.